# English Park
English Park (conegut com a ASB Football Park per motius de patrocinatge) és un estadi de Christchurch, Nova Zelanda. Té capacitat per a 8.000 espectadors. És un estadi usat principalment per esdeveniments futbolístics relacionats amb el Canterbury United, l'equip local.

## Història i renovació
El setembre de 2011 l'estadi va començar a ser renovat amb un cost d'1.600.000 dòlars. L'estadi va ser renovat amb el patrocinatge del banc ASB Bank el qual canvià el nom de l'estadi a ASB Football Park. La superfície de l'estadi, originalment herba, va ser canviada a gespa artificial perquè pogués resistir qualsevol condició climatològica. Això va fer que l'estadi fos el segon estadi amb gespa artificial després de l'Estadi North Harbour d'Auckland.
L'alcalde Bob Parker comentà sobre la renovació de l'estadi: «English Park ha tingut una tradició futbolística molt llarga i em sembla molt bé que pugui formar part del pròxim capítol en la història de l'estadi. Aquest és tan sols el segon estadi amb gespa artificial oficial de la FIFA a Nova Zelanda i m'alegra donar la benvinguda a aquesta facilitat de "pròxima generació" juntament amb la reconstrucció Christchurch i projectant un futur més brillant que mai».
L'estadi nou fou inaugurat el 2 d'octubre de 2011 per la FIFA i el primer partit de la temporada de l'ASB Premiership fou jugat el 6 de novembre.

### Cost de la renovació
El projecte de renovar l'ASB Football Park va ser liderat pel Christchurch City Council (el consell municipal de Christchurch) amb una contribució d'1.065.000 dòlars i per la Federació de Futbol de Nova Zelanda amb una contribució de 535.000 dòlars. Aquesta renovació forma part d'un plan de la FIFA anomenat «FIFA Goal Programme» pel desenvolupament de projectes futbolístics arreu del món, una iniciativa del president de la FIFA Joseph Blatter que començà el 1999.